# Kościół św. Michała w Lütjenburgu
Kościół św. Michała (niem. St.-Michaelis-Kirche) – protestancka świątynia w niemieckim mieście Lütjenburg.
Budowę kościoła ukończono 1156 roku za sprawą hrabiego Adolfa II Holsztyńskiego. Jest najstarszą murowaną świątynią w rejonie Morza Bałtyckiego. W 1969 roku kościół znalazł się na liście zabytków.

## Architektura i wyposażenie
Świątynia romańska, jednonawowa, wzniesiona z cegły.
Wnętrze kościoła jest wypełnione ozdobami z różnych epok, m.in. są to:
- średniowieczne freski na sklepieniu,
- XV-wieczny, późnogotycki krucyfiks w otworze tęczowym,
- późnogotycki ołtarz główny z 1467,
- renesansowa ambona z 1608,
- chrzcielnica z 1745,
- drewniane organy z 1968.

Prócz tego w wieży kościoła zawieszone są 3 brązowe dzwony.

## Galeria

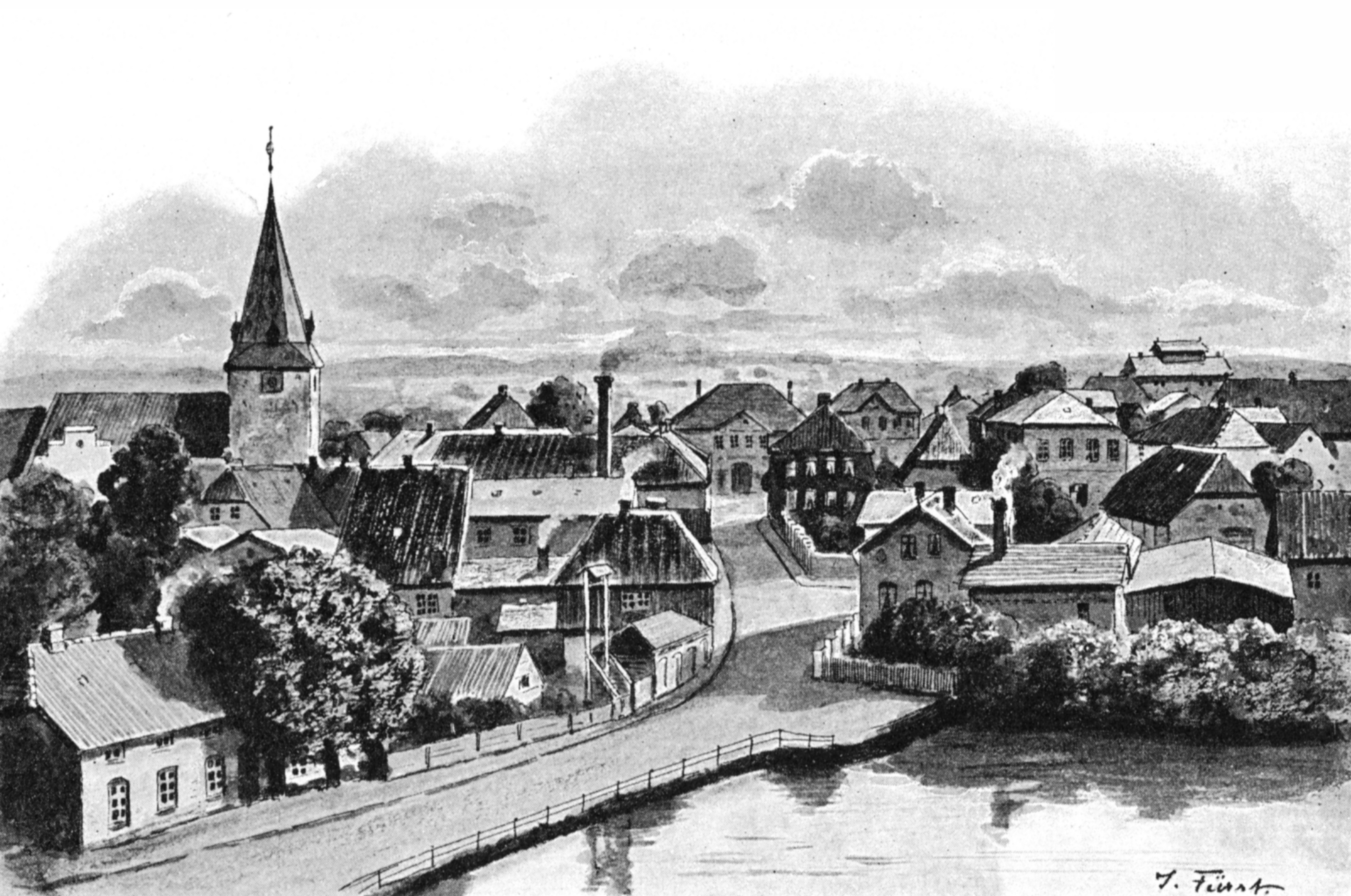
Miasto pod koniec XIX wieku, kościół św. Michała widoczny po lewej stronie
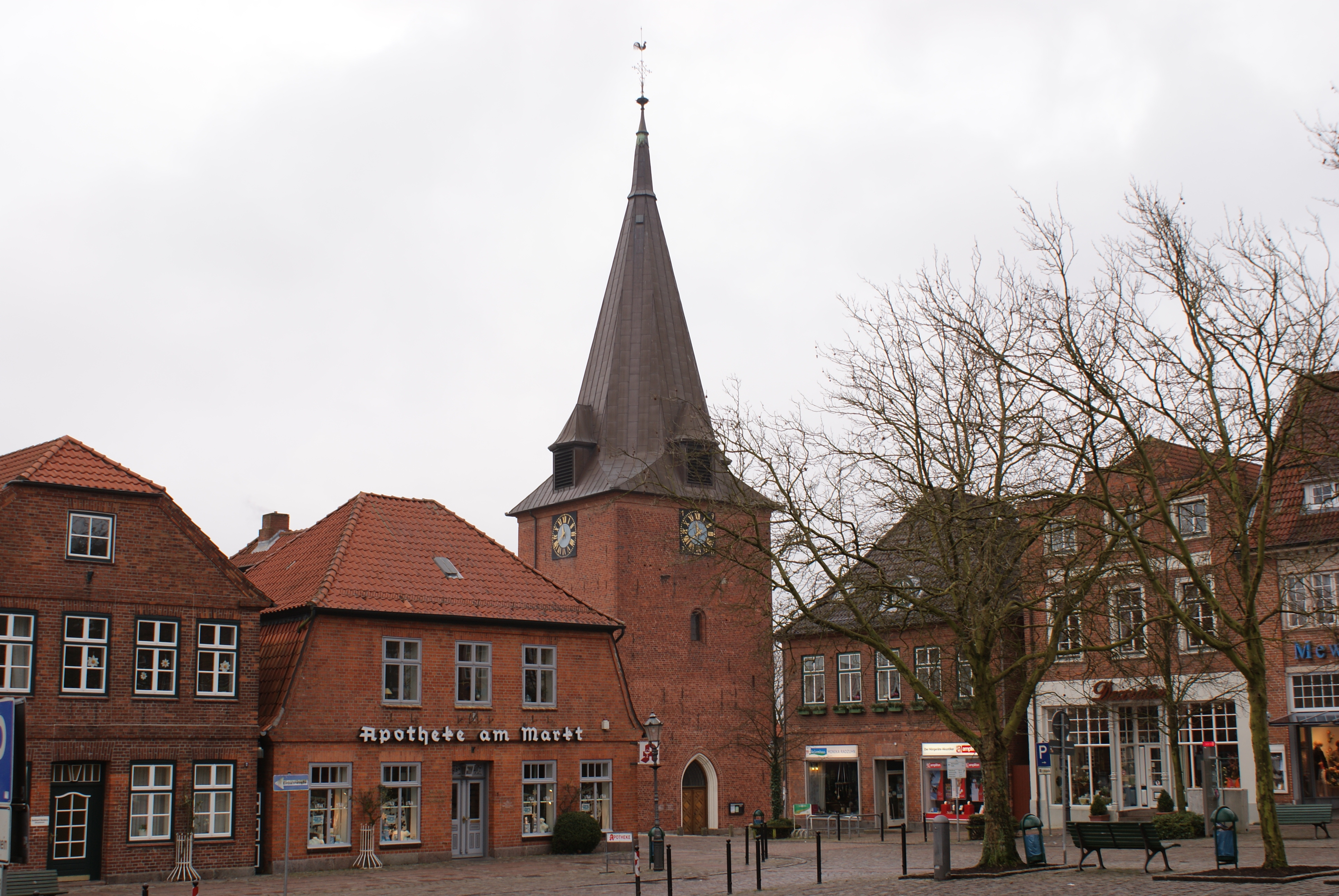
Widok na wieżę kościoła z rynku (niem. Markt)
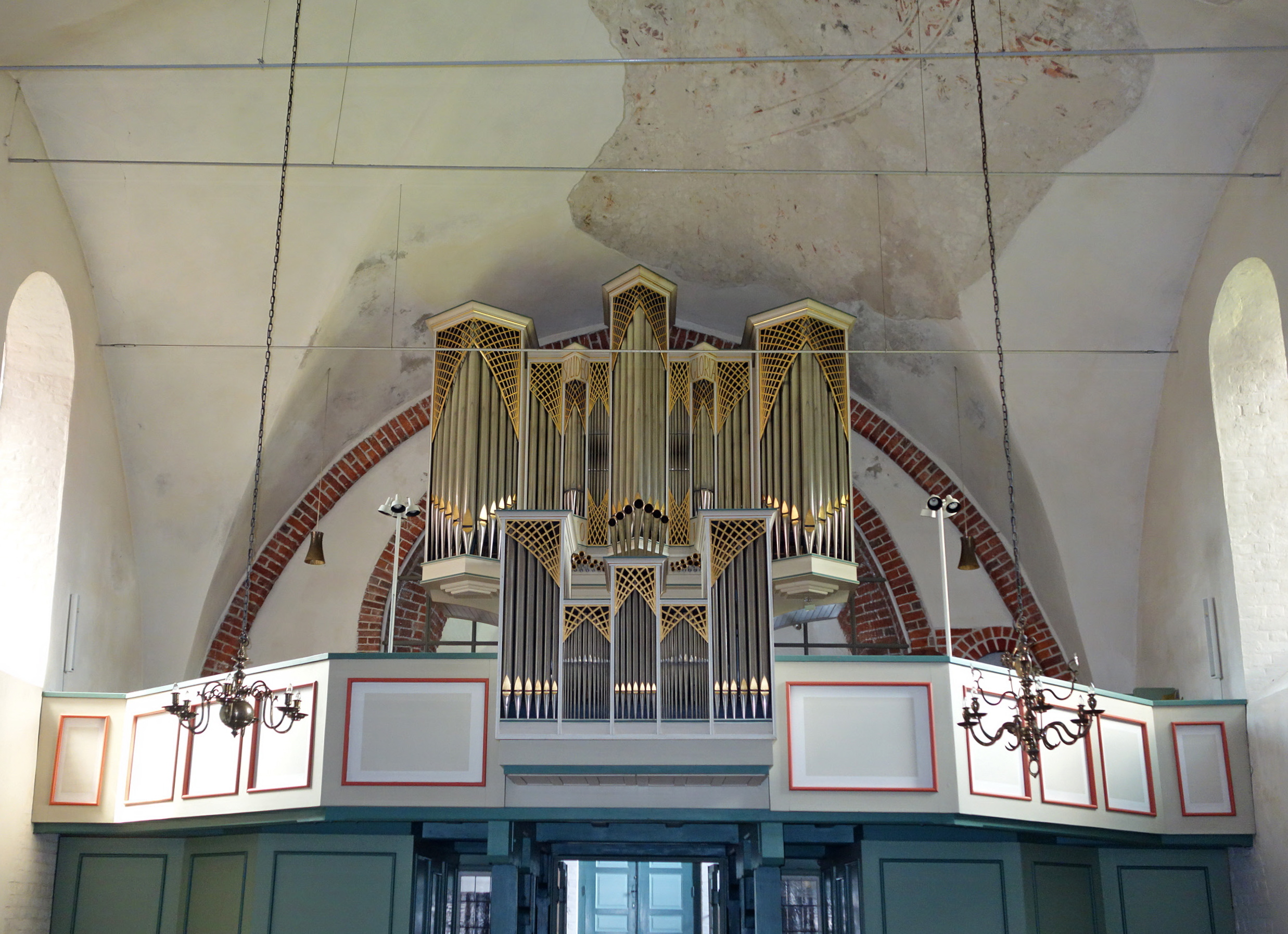
Empora z organami
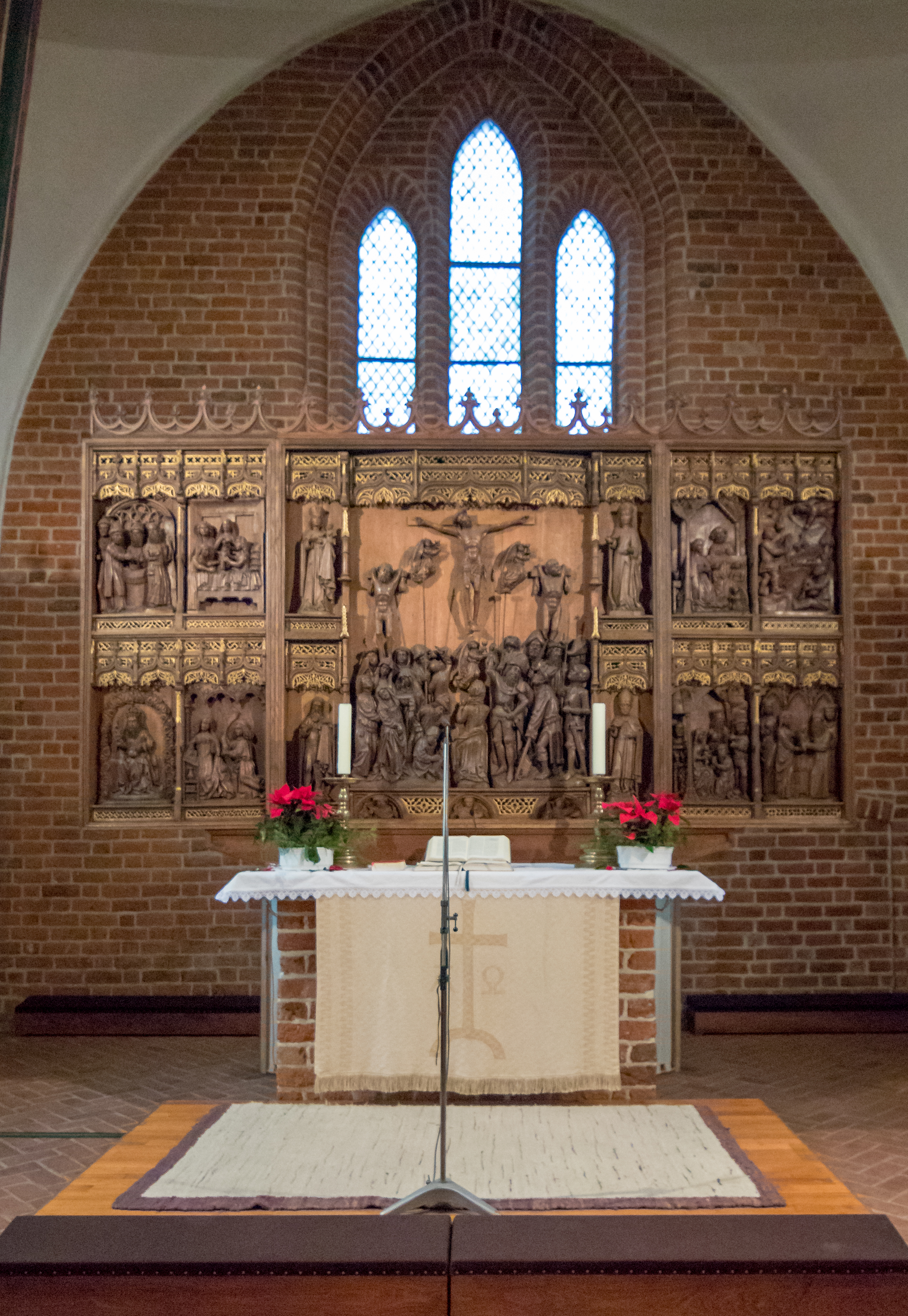
Prezbiterium i późnogotycki ołtarz główny